# Sarkineti
Sarkineti (gruz. სარკინეთი) – wieś w Gruzji, w regionie Wewnętrzna Kartlia, w gminie Dmanisi. W 2014 roku liczyła 96 mieszkańców.